# Union économique et monétaire (Union européenne)
Pour les articles homonymes, voir Union économique et monétaire et UEM.
L'Union économique et monétaire de l'Union européenne (plus communément appelé UEM ou « Union monétaire européenne », l'UME) est un terme global désignant l'ensemble des politiques des États membres de l'Union européenne mis en œuvre à partir de juillet 1990 en vue de rapprocher leurs économies. La mise en œuvre des dispositions de la politique économique et monétaire s'est traduite par un processus en trois étapes. L'objectif principal de la réglementation UEM est de compléter le marché unique européen par une monnaie unique et une grande stabilité des prix.
La mise en place rapide d'une monnaie commune était une des conditions fixées par le président français François Mitterrand en 1989 pour son acceptation de la réunification allemande.
Les 27 États membres de l'UE ont jusqu'à présent mis en œuvre l'accord sur l'UEM de façon variable. Jusqu'à présent, 20 des 27 États membres de l'Union ont adopté la monnaie unique, l'euro, formant ainsi la zone euro : l'Allemagne, l'Autriche, la Belgique, Chypre, l'Espagne, l'Estonie, la Finlande, la France, la Grèce, l'Irlande, l'Italie, la Lettonie, le Luxembourg, Malte, les Pays-Bas, le Portugal, la Slovaquie, la Slovénie, la Lituanie en 2015 et la Croatie en 2023. Ces 20 États membres coordonnent leurs politiques économiques et financières au sein de l'Eurogroupe. Parmi les sept autres États membres, cinq États sont tenus de faire de même dès qu'ils rempliront les critères de convergence fixés. Les deux autres États membres de l'UE lors de la création de l'euro – le Danemark et la Suède – ont, de jure ou de facto, un opt-out concernant l'obligation d'adopter l'euro. Les sept autres États membres de l'UE, qui ne font pas encore partie à la zone euro, mettent en œuvre la réglementation de l'UEM à des degrés variables et coordonnent des domaines spécifiques de leurs politiques économiques et monétaires avec les 20 États de la zone euro.
Depuis 2010 et la crise de la dette publique grecque, le débat concernant l'éventuelle sortie de la Grèce de l'UEM afin de limiter la contagion est apparu. Cependant, le traité sur le fonctionnement de l'Union européenne (TFUE) ne donne pas d'indication sur le retrait d'un État de l'UEM. Un retrait de l'UEM n'est possible que dans le cadre de l'article 50 du Traité sur l'Union européenne (TUE) ou par un accord prenant la forme d'un protocole additionnel à négocier et à intégrer dans le TFUE. Un tel protocole devrait cependant être ratifié par tous les États membres.

## Histoire

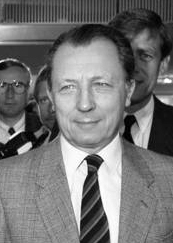
Jacques Delors (1988).

Les premières démarches concrètes en vue de la création d'une union économique et monétaire en Europe remontent au traité de Rome de 1957 instituant la Communauté économique européenne. Le traité prévoyait notamment la création d'un marché commun européen. Cependant, l'intérêt politique pour une union monétaire était limité car les accords de Bretton Woods étaient encore en vigueur. Avec la fin des accords de Bretton Woods, les États européens vont rechercher à maintenir une certaine stabilité des taux de change entre leurs monnaies respectives. À cette fin, ils instituent le 10 avril 1972, par l'accord de Bâle, le serpent monétaire européen qui vise à limiter les fluctuations des taux de change entre le deutsche Mark, le franc, le florin, la couronne danoise et le franc belge. Cependant, il est apparu que l'existence de plusieurs monnaies faussait la concurrence entre les entreprises des États participants au serpent monétaire européen et, par conséquent, la création d’une union économique et monétaire fut décidée par certains États membres.
En 1979 fut lancé le système monétaire européen qui comportait trois points : la création d’un étalon, l’ECU (European Currency Unit), défini sur la base d’un panier de monnaies, les banques centrales nationales doivent maintenir le taux de change de leur monnaie autour d’un taux pivot défini par rapport à l’ECU ; et la coopération monétaire entre les banques centrales qui doivent se soutenir afin de garantir la stabilité des taux de change.
Cependant, jusqu'à la fin des années 1980, l'établissement d'une union monétaire restait controversée,. Un comité présidé par Jacques Delors fut chargé, par le Conseil européen de juin 1988, d'étudier les étapes devant mener à l'établissement de l'UEM. En avril 1989, le rapport Delors est publié et définit trois étapes successives pour parvenir à la fixité définitive des taux de change puis la création d’une monnaie unique.
En juin 1989, le Conseil européen décida de lancer la première étape de mise en place de l'UEM. Cette étape consiste en l'abolition de toutes les limitations existantes concernant le mouvement des capitaux. Pour réaliser les deuxième et troisième phases, il a été nécessaire de modifier le traité instituant la Communauté européenne afin de mettre en place la structure institutionnelle requise. À cette fin, le Conseil européen des 8 et 9 décembre 1989 décide de convoquer une conférence intergouvernementale sur l'UEM. Elle s'est tenue en 1991, en même temps que la conférence intergouvernementale sur l'union politique. Les négociations ont abouti au traité sur l'Union européenne qui a été approuvé en décembre 1991 et signé à Maastricht le 7 février 1992. Toutefois, en raison de la lenteur du processus de ratification, le traité n'est entré en vigueur que le 1er novembre 1993. Afin de permettre une certaine harmonie nécessaire à l’union monétaire, des critères de convergence ont été définis pour intégrer l'union monétaire.
La deuxième phase de l'UEM a commencé le 1er janvier 1994 par la mise en place de l'Institut monétaire européen (IME). À cette date, le Comité des gouverneurs a été dissous. L'existence temporaire de l'IME reflétait le degré d'intégration dans le domaine monétaire au sein de la Communauté. L'IME n'assumait pas la responsabilité de la conduite de la politique monétaire dans l'Union européenne — qui demeurait la prérogative des autorités nationales — et il n'était pas habilité à effectuer des interventions de change. En décembre 1995, le Conseil européen a décidé que le nom de l'unité monétaire européenne devant être introduite au début de la troisième phase serait « euro », et a confirmé que la troisième phase de l'UEM débuterait le 1er janvier 1999. En décembre 1996, l'IME a adressé au Conseil européen un rapport qui fut la base d'une résolution du Conseil européen sur les principes et les principales caractéristiques du nouveau mécanisme de taux de change (MCE II), qui a été adopté en juin 1997. Afin de compléter et de préciser les dispositions du traité relatives à l'UEM, le Conseil européen a adopté, en juin 1997, le pacte de stabilité et de croissance visant à assurer la discipline budgétaire dans le contexte de l'UEM. Finalement, le 2 mai 1998, le Conseil de l'Union européenne — réuni au niveau des chefs d'État ou de gouvernement — a décidé à l'unanimité que onze États membres (la Belgique, l'Allemagne, l'Espagne, la France, l'Irlande, l'Italie, le Luxembourg, les Pays-Bas, l'Autriche, le Portugal et la Finlande) remplissaient les conditions nécessaires pour l'adoption de la monnaie unique, le 1er janvier 1999.
Le 25 mai 1998, les gouvernements des onze États membres participants ont nommé le président, le vice-président et les quatre autres membres du directoire de la BCE. Leurs nominations, qui ont pris effet à compter du 1er juin 1998, ont marqué la mise en place de la BCE et la liquidation de l'IME.
Le 1er janvier 1999, la troisième et dernière phase de l'UEM est entrée en vigueur avec la fixation irrévocable des taux de change des monnaies des onze États membres participants dès le début à l'union monétaire et la mise en œuvre d'une politique monétaire unique sous la responsabilité de la BCE. L'euro est introduit en 1999 dans la zone euro (pour les marchés financiers), puis en 2002 comme monnaie fiduciaire.
Depuis la création de l'euro, il y a eu cinq élargissements : la Grèce est entrée dans la troisième phase de l'UEM le 1er janvier 2001, la Slovénie depuis le 1er janvier 2007, Chypre et Malte adoptent l'euro le 1er janvier 2008, la Slovaquie le 1er janvier 2009, l'Estonie le 1er janvier 2011, la Lettonie le 1er janvier 2014, la Lituanie le 1er janvier 2015 et la Croatie le 1er janvier 2023.

## États membres de l’UEM
Les États membres de l'UEM sont les États membres de l'Union européenne ; cependant l'emploi du terme est parfois limité pour ne désigner que les participants à la troisième phase de l'UEM, c'est-à-dire les États qui ont adopté l'euro (20 États en 2023). Il s'agit de l'Allemagne, l'Autriche, la Belgique, Chypre, la Croatie, l'Espagne, l'Estonie, la Finlande, la France, la Grèce, l'Irlande, l'Italie, la Lettonie, la Lituanie, le Luxembourg, Malte, les Pays-Bas, le Portugal, la Slovaquie et la Slovénie.
En 2023, sept États membres n'ont toujours pas adopté l'euro. L'un d'entre eux, le Danemark, bénéficie d'une dérogation car il a refusé, dès le début, de s'engager à participer à l'UEM. Les six autres États membres — la Bulgarie, la Hongrie, la Pologne, la République tchèque, la Roumanie et la Suède — sont obligés d'adopter l'euro dès qu'ils répondront aux critères de convergence. Un de ces critères est appelé le mécanisme de change européen II (MCE II) qui couple la monnaie de l’État membre en question à l'euro pendant deux ans. La Suède répondait aux critères économiques d'adoption de l'euro avant la crise financière mondiale débutant en 2007 mais elle se maintient intentionnellement hors des critères de convergence depuis en ne participant pas au MCE II, car un référendum, organisé le 14 septembre 2003, a refusé l'adoption de la monnaie unique. Cette pratique, bien que contraire à l'esprit du traité, est tolérée par la Commission européenne car la Suède a rejoint l'Union alors que la mise en place de la troisième phase de l'UEM, bien que déjà décidée, n'était pas encore en vigueur. La Suède a, dans une certaine mesure, un « opt-out informel »,.

### Critères de convergence
Afin de participer à l'UEM, les États membres doivent se conformer à certaines règles qui ont pour but d'assurer une certaine uniformité et stabilité de la situation économique et financière. Les critères de convergence de l'Union européenne ont leur base légale à l'article 140 du TFUE.
Les critères sont les suivants :
1. la stabilité des prix : le taux d'inflation d'un État membre donné ne doit pas dépasser de plus de 1,5 point celui des trois États membres présentant les meilleurs résultats en matière de stabilité des prix.
2. la viabilité des finances publiques : la dette publique[N 1] doit être inférieure à 60 % du PIB[N 2] et le déficit public[N 3] annuel doit être inférieur à 3 % du PIB[N 2].
3. le taux de change : l’État doit avoir participé pendant deux ans, sans dévaluation, au MCE II. Cette mesure est obsolète pour les États membres de la zone euro.
4. le taux d'intérêt à long terme : les taux ne doivent pas dépasser de plus de 2 % ceux des trois États membres présentant les meilleurs résultats en matière de stabilité des prix.

La Commission européenne et la Banque centrale européenne vérifient au moins tous les deux ans si les États membres qui n'ont pas encore adopté l'euro respectent les critères de convergence. Une fois qu'un État respecte les critères de convergence, il peut demander à participer à la phase finale de l'UEM. La Commission fera ensuite une recommandation, d'autres critères tels que l'intégration des marchés, la balance courante et les coûts salariaux unitaires dans le pays sont prises en compte. Cette recommandation de la Commission est soumise à débat au sein du Conseil européen et du Parlement européen. Par la suite, le Conseil ECOFIN statue à la majorité qualifiée (seuls les États membres ayant adopté l'euro votent dans ce cas) sur la recommandation. Jusqu'à présent, les décisions du Conseil ECOFIN ont toujours été dans le sens de la recommandation de la Commission.

### Délimitation de la zone euro
L'expression zone euro désigne, au sens strict, les vingt États qui ont adopté l'euro comme monnaie. Par conséquent, l'expression zone euro est, dans ce cas, synonyme de la troisième phase de l'UEM (donc l'UEM au sens strict).
Parfois, l'expression zone euro est utilisée dans un sens un peu plus large pour désigner tous les États qui, en vertu de situations particulières préexistantes, utilisent l'euro, même s'ils ne sont pas membres de l'UE. Il s'agit notamment de Monaco, de Saint-Marin, du Vatican et d'Andorre qui utilisent l'euro sur la base d'accords bilatéraux avec l'UE et qui, dans une mesure très limitée, peuvent faire frapper leurs propres pièces en euros. Enfin, dans un sens encore plus large, l'expression peut prendre en compte certains États qui ont adopté unilatéralement l'euro comme monnaie transitoire : le Monténégro et le Kosovo, dans ce cas, zone euro est synonyme d'euroïsation.

## Bases légales
L'union économique et monétaire trouve sa base légale dans les traités. Elle est explicitement nommée à l'article 3 paragraphe 4 du traité sur l'Union européenne (TUE) qui dispose : « l'Union établit une union économique et monétaire dont la monnaie est l'euro ». L'UEM fait donc partie des objectifs de l'Union.
Cependant, le traité sur le fonctionnement de l'Union européenne (TFUE) ne comporte pas de titre intitulé « Union économique et monétaire ». Les dispositions la concernant sont regroupées dans le titre VIII intitulé « la politique économique et monétaire ». Les États participant à la troisième phase de l'UEM sont dénommés « États membres dont la monnaie est l'euro ». Les autres États membres de l'UEM dont la monnaie n'est pas l'euro sont appelés « États membres bénéficiant d'une dérogation ».
Les fondements de la politique économique et monétaire de l'Union européenne sont régies par les articles 119 à 144 du TFUE, selon lequel la politique économique permet de contribuer à la réalisation des objectifs de l'Union. Il existe de nombreux autres domaines d'action de l'Union européenne qui ont également des retombées économiques importantes (telles que la politique de l'emploi de l'UE, la politique sociale de l'UE et le marché unique européen). Cependant, ils ne sont normalement pas inclus dans l'expression UEM car leurs bases légales dans les traités sont plus anciennes. Contrairement à l'UEM, l'UE a, dans ces domaines, un rôle de coordination mais peut aussi prendre des décisions contraignantes. L'influence de la Commission européenne et du Parlement européen est donc plus importante en matière d'emploi, marché unique, etc. que dans le contexte de l'UEM.
En matière de politique monétaire, les États de la zone euro ont transféré de nombreux pouvoirs souverains à la Banque centrale européenne qui peut prendre des décisions en la matière. Dans les États qui n'ont pas adopté l'euro, les banques centrales nationales sont encore compétentes. Elles doivent cependant respecter le droit de l'Union en ce que leurs décisions doivent être prises de manière autonome, indépendamment des autres organismes gouvernementaux de leur État membre respectif. Toutes les banques centrales nationales de l'UE coordonnent leurs activités dans le Système européen de banques centrales.
Les objectifs de la politique économique et monétaire européenne, conformément à l'article 3 du TUE et à l'article 119 du TFUE, sont l'« instauration d'une économie fondée sur l'étroite coordination des politiques économiques des États membres », le marché intérieur et la définition d'objectifs communs. La politique économique est fondée sur le principe d'une « économie de marché ouverte où la concurrence est libre » (ce qui n'est cependant pas opposé à l'« économie sociale de marché » évoquée dans l'article 3 du TUE, laquelle est un autre objectif de l'Union). Dans le cadre de la politique monétaire de l'UE, l'objectif principal est la stabilité des prix. Si cela est possible, tout en maintenant la stabilité des prix, la politique monétaire devrait soutenir les politiques économiques générales dans l'Union.
Enfin, l'article 140 du TFUE définit les quatre critères de convergence qui sont les principes directeurs de l'UEM : la stabilité des prix, des finances publiques et une condition monétaire saine, et la stabilité de la balance des paiements.

## Règles concernant les politiques économiques

### Surveillance multilatérale
La coordination de la politique économique est essentiellement réalisée par le système de la « surveillance multilatérale ». Le Conseil, sur proposition de la Commission, et après consultation du Conseil européen, élabore un projet pour les grandes orientations des politiques économiques des États membres et de l'Union. Ces stratégies économiques sont basées sur le long terme, par exemple la stratégie de Lisbonne pour la période 2000-2010, et Europe 2020 pour la période 2010-2020.
La Commission établit des rapports périodiques sur la mise en œuvre de ces recommandations sur la base des informations qui lui sont fournies par les États membres. Cependant, les sanctions sont limitées si les États membres ne respectent pas les recommandations. En effet, la Commission peut, dans ces situations, exprimer un « avertissement ». Le Conseil ne peut faire que des recommandations et de les publier si nécessaire. La surveillance multilatérale est plutôt un moyen de pression politique, et non pas un réel mécanisme coercitif des institutions de l'UE.
À côté des grandes orientations des politiques économiques qui s'appliquent à l'UE dans son ensemble, le Conseil prépare, par la même méthode, les grandes orientations économiques des États qui ont adopté l'euro comme monnaie. Dans ce cadre, seuls les membres du Conseil représentant les États membres dont la monnaie est l'euro prennent part au vote.
Le Parlement européen est peu impliqué dans la surveillance multilatérale. Il est informé par le Conseil des ministres et la Commission sur les recommandations et les résultats de la surveillance.

### Stabilité et croissance
Le pacte de stabilité et de croissance met en place une méthode plus rigoureuse pour coordonner les politiques budgétaires nationales et éviter l’apparition de déficits publics excessifs. Dans le cadre du pacte et des critères de convergence, la dette publique ne doit pas dépasser 60 % du PIB et le déficit public annuel ne doit pas dépasser les 3 % du PIB. La Commission européenne remet chaque année un avis à tous les États membres, même ceux n'ayant pas l'euro comme monnaie. Si un État membre ne répond pas aux critères, la Commission prépare un rapport. Sur la base de ce rapport, le Conseil de l'Union prend une décision à la majorité qualifiée. Si l’État en question a adopté l'euro comme monnaie, seuls les États membres de l'Eurogroupe ont le droit de vote au Conseil. Les mesures pouvant être adoptées par le Conseil vont alors de la simple recommandation aux amendes si l’État persiste à ne pas faire d'effort. Cependant, en vertu de l'article 139 du TFUE, ces moyens coercitifs ne sont utilisés que pour les États membres qui ont adopté l'euro comme monnaie. Les autres États sont également tenus de respecter le pacte de stabilité, cependant le Conseil ne peut leur faire que des recommandations.
Bien que la Commission ait déjà pris des mesures diverses en cas de violation du pacte de stabilité, le Conseil n'a pas imposé de sanctions. La raison de l'absence de mesures coercitives prises par le Conseil est qu'imposer des amendes à un pays déjà surendetté ne ferait qu'empirer sa situation. D'autre part, la décision finale sur les sanctions est prise par les ministres des finances nationaux au sein du Conseil. Une meilleure application du pacte de stabilité et de croissance est donc l'un des principaux sujets de discussion en ce qui concerne la question du développement de l'UEM.

### Solidarité intergouvernementale et clause de non-renflouement
L'entraide économique entre les États membres est fournie dans le cadre étroit de l'UEM. Selon l'article 122 du TFUE, le Conseil des ministres peut, en cas d'urgence, prendre des mesures en particulier en cas de rupture de l'approvisionnement. En cas de catastrophes naturelles et d'« événements exceptionnels échappant à son contrôle », un État membre peut obtenir, par une résolution du Conseil, l'appui financier de l'UE (pris sur son budget).
L'article 143 du TFUE prévoit également une procédure spéciale d'« assistance mutuelle » pour les États membres qui n'ont pas encore adopté l'euro et qui connaissent des problèmes au niveau de la balance des paiements. Sur proposition du Conseil des ministres, des mesures peuvent être adoptées afin de définir une approche coordonnée entre les autres organisations internationales, telles que le Fonds monétaire international, et les prêts volontaires des autres États membres.
Cependant, la solidarité entre les États membres de l'Union européenne est limitée par la clause de non-renflouement qui dispose que l'Union européenne et les États membres ne peuvent être considérés comme responsables pour les dettes des autres États membres. Par conséquent, ceci est une Union monétaire atypique, car elle ne comprend pas une Union fiscale qui est au cœur de la crise de dette actuelle. Ce programme complète le pacte de stabilité en permettant de veiller à ce qu'aucun État n'utilise son autonomie budgétaire pour s'endetter au détriment des autres États membres. Il est de la responsabilité de chaque État de maintenir stable son déficit national afin d'éviter l'aléa moral.
L'interprétation exacte de la clause est controversée notamment après la crise de la dette publique grecque car des prêts ont été approuvés par les États de la zone euro en faveur d'un autre État membre de l'UEM dans le cadre du mécanisme européen de stabilité. D'autres prêts ont été consentis à l'Irlande en 2010 et au Portugal en 2011. La clause de non-assistance n'interdirait donc pas les mesures de sauvetage et l'acceptation volontaire de la dette des autres États membres mais empêcherait simplement une responsabilité automatique et obligatoire des États membres.

### Interdiction de crédit de la banque centrale
Une des conditions essentielles pour la mise en place de l'UEM était l'indépendance de toutes les banques centrales nationales. Il s'agissait d'éviter que les gouvernements des États membres financent leurs politiques économiques par l'augmentation de la masse monétaire en générant donc de l'inflation, comme cela s'était produit dans divers États européens avant la création de l'UEM. L'article 123 et l'article 124 du TFUE ont donc interdit tout type de facilité de crédit de la part de la Banque centrale européenne ou des banques centrales nationales et tout accès privilégié aux institutions financières aux États membres et à l'Union elle-même. Aussi l'achat direct d'obligations d'État par la Banque centrale est interdite.
Avec la crise de la dette souveraine dans la zone euro, la Banque centrale européenne a commencé à interpréter ces deux dispositions de sorte qu'une acquisition indirecte d'obligations d'État, par l'achat d'intermédiaires privés, n'est pas exclue. Les critiques y voient une rupture de l'objet du traité, et ajoutent que les conséquences économiques d'un achat direct ou indirect d'obligations d'État par la Banque centrale ne sont guère différentes. Ceux-ci ont accusé la BCE d'avoir cédé à la pression politique exercée par le Conseil européen. Cependant, la BCE a souligné que la décision a été prise indépendamment et que cela n'avait, pour l'instant, pas menacé son indépendance,. Les membres du Conseil d'administration, en particulier le président de la Bundesbank Axel Weber a critiqué l'attitude de la BCE. Par la suite, Axel Weber a démissionné, sans doute en signe de protestation, tout comme l'économiste en chef de la BCE, l'allemand Jürgen Stark.

### Institutions spéciales
Afin de faciliter la coordination des politiques économiques et fiscales entre les États membres de l'UE en général et les États membres de la zone euro en particulier, des institutions spéciales ont été mises en place.

#### Eurogroupe

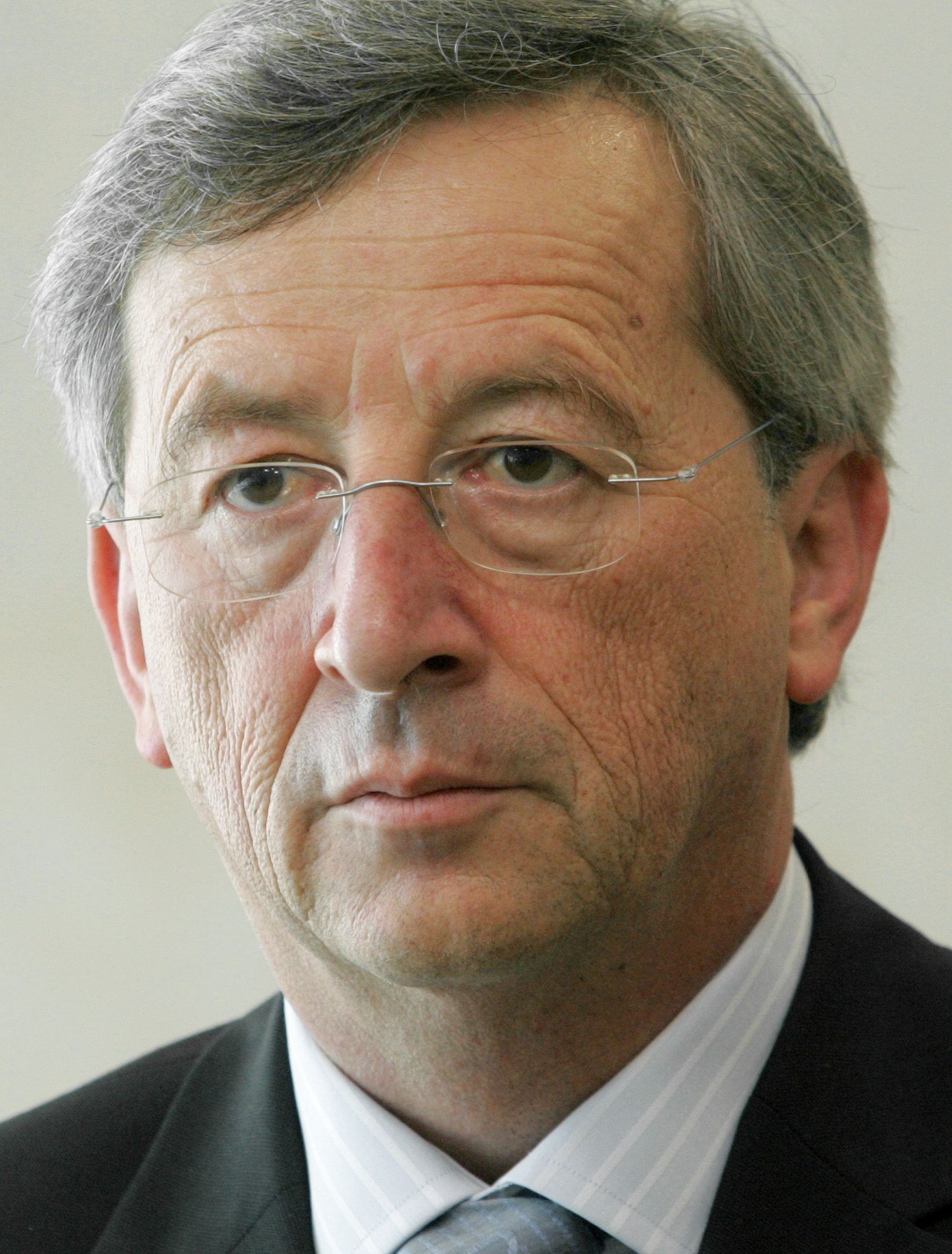
Jean-Claude Juncker (2006).

Dans le cas des décisions du Conseil ECOFIN qui ne concerne que la zone euro, seuls les États dont l'euro est la monnaie ont le droit de vote. Cet Eurogroupe est régi par l'article 137 du TFUE et le protocole no 14 annexé au TFUE. Le Commissaire aux affaires économiques et monétaires et un représentant de la Banque centrale européenne y participent. L'Eurogroupe est considéré comme l'organe de coordination le plus important de l'UEM.
L'Eurogroupe se compose des ministres des Finances des États de la zone euro. Le mandat de président a été créé en 2004 et, depuis lors, le poste a toujours été occupé par le Premier ministre luxembourgeois Jean-Claude Juncker, qui, jusqu'en 2009 a également été ministre des Finances de son pays. Il a de nouveau été confirmé dans ses fonctions début de 2010 pour un mandat porté à deux ans et demi.

#### Comité économique et financier
Le comité économique et financier (qui, « au début de la troisième étape de l'Union économique et monétaire », conformément à l'article 109C CEE a le remplacé, le 1er janvier 1999, l'ancien  Comité monétaire européen, consultatif mai qui a été « un forum important de discussion en vue de préparer les sujets qui étaient au programme du Conseil Economie et Finances (ECOFIN) » est un organe consultatif composé de deux représentants de chaque État membre de l'UE, de la Commission européenne et de la Banque centrale européenne.
Il surveille la situation économique et financière dans l'UE et ses États membres, et en fait rapport à la Commission. Elle coopère également avec le Comité des représentants permanents dans la préparation de certaines activités du Conseil pour les affaires économiques et financières. Cela s'applique en particulier à la surveillance multilatérale et la procédure liées aux déficits excessifs.

#### Sommet de la zone euro
Le 12 octobre 2008, dans le cadre de la crise financière mondiale débutant en 2007, les chefs d’États et de gouvernements de la zone euro se sont réunis à leur tour. Ces sommets de la zone euro « sont organisés, lorsque cela est nécessaire et au moins deux fois par an, afin de discuter des questions ayant trait aux responsabilités spécifiques que partagent les parties contractantes dont la monnaie est l'euro à l'égard de la monnaie unique, des autres questions relatives à la gouvernance de la zone euro et aux règles qui s'appliquent à celle-ci et des orientations stratégiques relatives à la conduite des politiques économiques pour renforcer la convergence au sein de la zone euro ».
Le 8 novembre 2011, la fonction de président du sommet de la zone euro a été créée.
Le comité économique et financier succède au comité monétaire, un organe consultatif composé de deux représentants par États membres et la Commission.

## Règles concernant la politique monétaire

### Système européen de banques centrales et la Banque centrale européenne

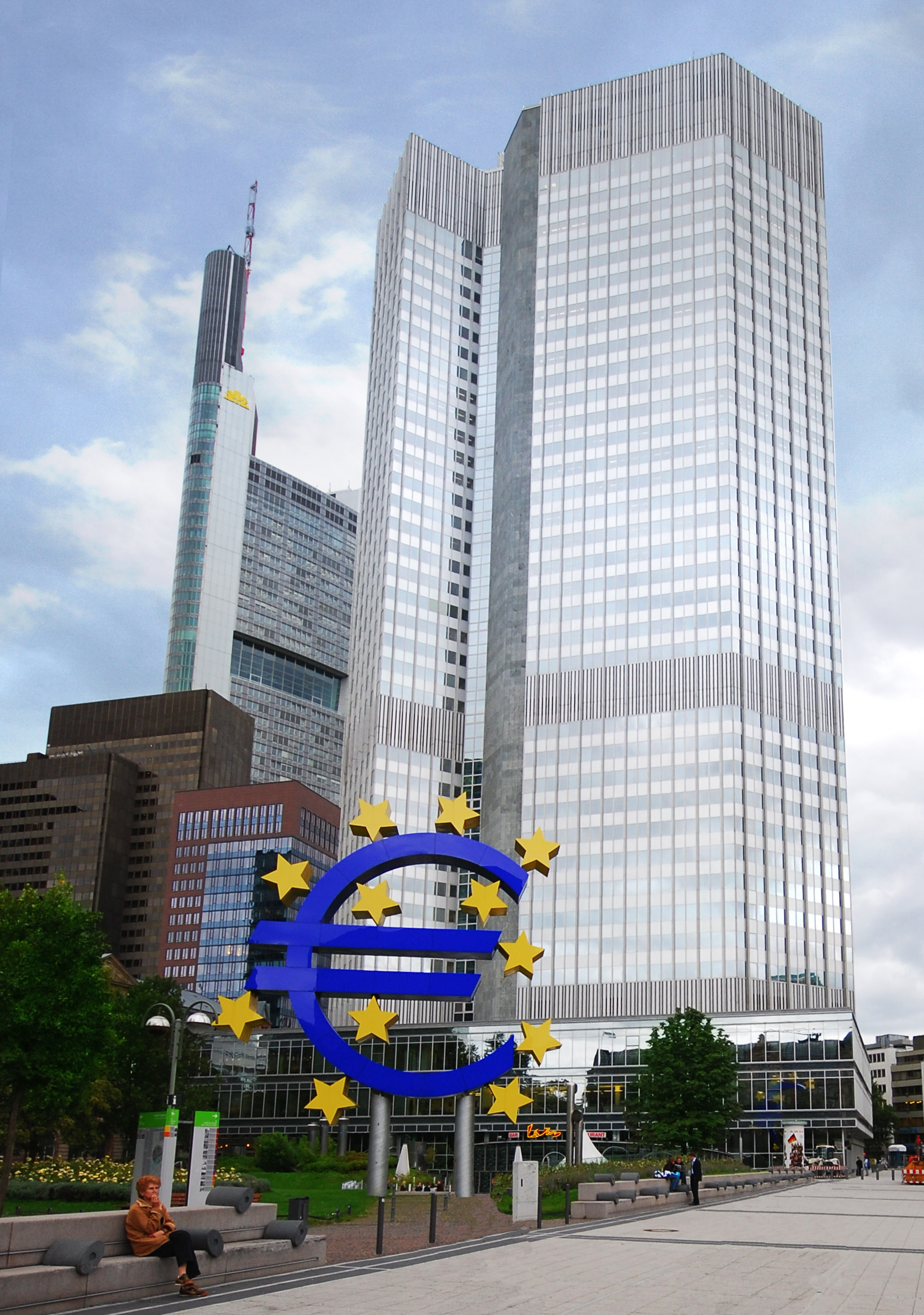
Bâtiment de la BCE à Francfort-sur-le-Main.

L'institution la plus importante de la zone monétaire l'UEM est le système européen de banques centrales (SEBC) qui est composé de la Banque centrale européenne (BCE) et des 27 banques centrales nationales (BCN) des États membres de l'Union européenne. Leur fonctionnement est régi par les articles 127 à 133 du TFUE et par le protocole no 4 annexé au TFUE. Les organes dirigeants de la BCE et du SEBC sont le conseil des gouverneurs et le directoire. Le conseil des gouverneurs définit les orientations de la politique monétaire. De son côté, le Directoire met en œuvre la politique monétaire conformément aux orientations et aux décisions arrêtées par le Conseil des gouverneurs. Le Conseil des gouverneurs peut émettre des instructions à l'intention des banques centrales des États de la zone euro. Conformément à l'article 139(3) du TFUE, certaines dispositions relevant du SEBC ne s'appliquent qu'aux banques centrales des États ayant l'euro pour monnaie. Ces dispositions entre alors dans le cadre de l'Eurosystème.
La BCE et les banques centrales nationales, conformément à l'article 130 du TFUE, doivent être totalement indépendant de toutes les instances gouvernementales et autres. Conformément à l'article 14 du Statut, les banques centrales nationales doivent appliquer certaines règles supplémentaires visant à prévenir une éventuelle influence informelle du gouvernement d'un État membre. Cela inclut en particulier le fait que les présidents de banque centrale doivent être nommés pour au moins cinq ans et ne peuvent être licenciés que pour faute grave. C'est à la Cour de justice de l'Union européenne de décider s'il existe une faute grave en cas de doute. Ces règles s'appliquent aussi aux États qui n'ont pas encore adopté l'euro.
La Banque centrale européenne est une des institutions de l'Union européenne. Elle doit être consultée dans toutes les procédures législatives qui relèvent de sa compétence. Elle est seule institution habilitée à autoriser l'émission de billets de banque en euros dans l'Union. Toutefois, les pièces de monnaie sont émises par les banques centrales nationales.

### Stabilité des prix: la priorité absolue
L'objectif principal du SEBC est de maintenir la stabilité des prix c'est-à-dire que l'inflation soit très faible. Il diffère donc des autres systèmes, tel que le système de la Réserve fédérale des États-Unis, qui ont d'autres objectifs tels que le maintien d'un faible chômage et de faibles taux d'intérêt à long terme. Le SEBC peut, cependant, soutenir « les politiques économiques générales dans l'Union européenne » dans la mesure où cela se fait « sans préjudice de l'objectif de stabilité des prix ».
Les banques centrales des États qui n'ont pas adopté l'euro ne sont, selon l'article 139 du TFUE, pas lié par « les objectifs et missions du SEBC » (c'est-à-dire les dispositions présentes à l'article 127(1), (2), (3) et (5) du TFUE. Ainsi, elles peuvent suivre leurs propres objectifs monétaires. En vertu de l'article 142 du TFUE, chaque État membre n'ayant pas l'euro comme monnaie « traite sa politique de change comme un problème d'intérêt commun », mais il n'existe pas de mécanismes de surveillance formels.

### Système monétaire international
En vertu de l'article 138 du TFUE, le Conseil ECOFIN adoptent des positions communes afin d'« assurer une représentation unifiée au sein des institutions et conférences financières internationales » portant sur le système monétaire international ou d'autres questions financières. La Banque centrale européenne doit être consultée avant que le Conseil ne prenne une décision. Les États qui n'ont pas adopté l'euro ne prennent pas part au vote de ces décisions.
L'article 219 du TFUE permet à l'Union de négocier des accords de façon indépendante auprès des organisations internationales. Cette compétence doit être précédé par l'établissement d'une position commune. Le 15 avril 2008 à Bruxelles, Jean-Claude Juncker suggéra que la zone euro devait être représenté en un seul bloc au Fonds monétaire international plutôt que chaque État séparément : « il est absurde que 15 États ne s'accorde pas pour avoir un seul représentant au FMI. Cela nous rend ridicule. Nous sommes considérés comme des bouffons sur la scène internationale. » De plus, le Commissaire aux affaires économiques et monétaires Joaquín Almunia déclara qu'un agenda politique commun devait être mis en place avant qu'il y ait une représentation commune au FMI.

### Participation aux systèmes internationaux de taux de change
En vertu de l'article 219 du TFUE, l'Union européenne peut conclure des accords avec d'autres États pour la mise en place des régimes de taux de change. La décision est prise à l'unanimité par le Conseil de l'UE, après consultation de la Banque centrale européenne et du Parlement européen. Seuls les États qui ont adopté l'euro comme monnaie sont alors habilités à voter. Un tel système évolue avec le Mécanisme de change européen II.

## Débat sur le développement ultérieur de l’UEM
La création de l'union monétaire a soulevé des débats qui portaient d'une part sur les avantages et inconvénients de l'UEM, et d'autre part sur la direction qu'elle devait prendre. Compte tenu du développement économique et de la hausse des taux de l'euro, une évaluation optimiste prévalait alors. Même au début de la crise financière mondiale débutant en 2007, l'UEM était généralement considérée comme un avantage pour les États participants. Parmi les raisons qui justifiaient cette opinion se trouvaient la candidature de l'Islande à l'UE en 2009 et l'intérêt montré par le Danemark à renforcer sa participation à l'UEM,. Cependant, avec la crise de la dette publique grecque, qui s'est étendue avec la crise de la dette dans la zone euro, les discussions sur le fonctionnement de l'UEM et ses avantages et inconvénients ont repris.

### Théorie des zones monétaires optimales
La théorie des zones monétaires optimales, qui a été élaborée en 1961 par Robert Mundell et développée par d'autres auteurs, est l'un des arguments principaux utilisés dans les débats sur l'UEM. Cette théorie tente de mettre en balance les avantages et les inconvénients des unions monétaires et de préparer une analyse coûts-avantages.
Un des avantages de l'intégration monétaire est la réduction des coûts de transaction tant pour les entreprises que pour les ménages au sein de la zone euro. En effet, les deux agents économiques bénéficient de l'absence de frais de change (ce qui diminue aussi l'incertitude des taux de change). Un autre avantage de l'intégration se matérialise par la transparence du marché. Cela conduit à une réduction des coûts d'information pour les personnes car celles-ci peuvent désormais comparer les prix directement les uns avec les autres au sein de la zone monétaire.
Un des inconvénients de l'union monétaire est la perte du régime de change flexible comme mécanisme d'ajustement avec les autres économies. Si la productivité d'une région se développe plus rapidement que dans les autres, il en résulte des taux flexibles à l'appréciation des monnaies dans la région la plus productive, donc l'équilibre économique est rétablie. Il en va de même des conventions collectives régionales dans une région où les salaires augmentent plus lentement que dans une autre. Cependant, dans une union monétaire, la compensation ne peut se faire sur le déplacement des facteurs de production (travail et capital flexibles).
En ce qui concerne l'Union monétaire européenne, la plupart des études ont conclu qu'il n'existe pas, actuellement, de zone monétaire optimale, en particulier parce que la mobilité du travail est faible,. Il n'existe pas véritablement de budget fédéral permettant des transferts de revenus aptes à lisser les chocs asymétriques. Enfin, les cycles économiques entre les États membres n'évoluent pas de façon homogène (à l'exception de certains groupes tels que celui des États fondateurs).
Toutefois, certains économistes soulignent aussi que l'union monétaire elle-même peut contribuer à la création d'une zone monétaire optimale, en augmentant par exemple les transactions en euro entre les États membres. En outre, des études menées aux États-Unis sont arrivées à la conclusion que, après une longue période de formation, l'UEM n'était pas encore une zone monétaire optimale. La création d'une monnaie commune avait donc aussi un objectif politique.

### Gouvernement économique européen
Le gouvernement économique européen est un des principaux points de débat sur l'évolution de l'UEM. Un tel gouvernement économique est notamment défendu par le gouvernement français mais est rejeté par l'Allemagne. Toutefois, l'expression « gouvernement économique européen » peut prendre des significations différentes selon le contexte. Lors du débat concernant le traité de Maastricht en 1992, l'expression se référait principalement à la question de l'indépendance de la Banque centrale européenne. En effet, alors qu'en Allemagne la Bundesbank était tenue à l'écart de la sphère politique et avait pour objectif la stabilité des prix, les banques centrales des autres États européens étaient sous le contrôle du gouvernement et participaient à la réalisation des objectifs de leur politique économique. Les négociations sur l'UEM ont donc conduit à adopter une approche allemande, tout en conservant l'idée de la création ultérieure d'un gouvernement économique européen.

#### Politique conjoncturelle et structurelle
Un gouvernement économique européen rendrait possible une politique budgétaire commune et une politique économique commune dans l'Union. Ceci est souhaité par une partie de la classe politique, mais rejeté par l'autre. L'UE ne peut pas percevoir d'impôts elle-même, et la gestion des ressources propres de l'Union européenne n'est pas appropriée pour la mise en place d'une politique économique commune. Lorsqu'une politique conjoncturelle est nécessaire dans certaines situations, tous les États membres doivent coordonner volontairement leurs politiques économiques respectives. C'est aussi le cas pour la politique salariale. La France a demandé à plusieurs reprises que ces politiques soient communautarisées. Cependant, la position française est associée à la mise en place d'une politique structurelle (tel qu'une politique industrielle) de l'Union, ce qui est rejeté par l'Allemagne car cela constituerait selon elle une étape vers plus d'interventionnisme étatique.
Lors de la crise financière mondiale débutant en 2007, tous les États membres ont élaboré des programmes de relance nationaux qui ont été coordonnés par la Commission européenne. Même si dans le cadre du marché unique européen les discriminations directes à l'encontre des ressortissants des autres États membres ne sont pas autorisées, ces différentes approches en matière de politiques économiques conduisent à des déséquilibres entre les différents États de l'UE,.
Alors que la crise de la dette dans la zone euro a conduit plusieurs groupes politiques et le président de la Banque centrale européenne Jean-Claude Trichet à multiplier les appels pour la mise en place d'un gouvernement économique européen. Enfin, le gouvernement allemand d'Angela Merkel a déclaré que la mise en place d'un gouvernement économique européen était possible. Cependant, le gouvernement allemand souhaitait que les décisions soient prises au niveau de l'UE, et pas seulement parmi les États de la zone euro, et qu'elles soient prises par le Conseil européen (ou par la création de nouvelles institutions), et non par la Commission européenne,. Les décisions relative à la politique économique devaient donc rester l'objet d'un consensus entre les États membres.
Afin de faciliter la coordination au sein de l'UE, il a été suggérer de combiner différentes fonctions sous la forme d'un poste à « double casquette », à savoir regrouper les fonctions de commissaire aux affaires économiques et monétaires, de président du Conseil pour les affaires économiques et financières et de président de l'Eurogroupe. Cette proposition a été formulée dans un rapport du député européen Pervenche Berès et transmis au Parlement européen pour approbation. Le commissaire au marché intérieur Michel Barnier a fait une proposition similaire lors d'un discours à l'Université Humboldt de Berlin en mai 2011. Cependant, une telle proposition nécessiterait, pour être mise en œuvre, une révision du TFUE ce qui rendrait obligatoire l'approbation et la ratification de tous les États membres.

#### Application du Pacte de stabilité et de croissance
Le but du pacte de stabilité et de croissance de l'UEM a pour but d'empêcher l'existence de déficits publics excessifs au sein des États membres de la zone euro. Cependant, le mécanisme de sanction mis en place pacte n'est pas considéré comme efficace car ces sanctions, une amende (de 0,2 à 0,5 % PIB de l’État en question), ne feraient qu'aggraver la situation budgétaire des États. En outre, puisque c'est au Conseil pour les affaires économiques et financières de prendre des sanctions, les violations répétées du Pacte restaient impunies.
Après la crise de la dette publique grecque, il est apparu que la Grèce avait dissimulé l'ampleur de sa dette à la Commission européenne ce qui eut pour résultat d'augmenter les appels pour l'application et la mise en place de sanctions plus efficaces. La Commission a proposé l'introduction du semestre européen qui vise à mieux coordonner les politiques budgétaires des pays en procédant à un examen ex-ante des projets de budget. Les projets de budget des États membres seront examinés par le Conseil européen et le Conseil des ministres des finances (ECOFIN) en juin-juillet avant que les États membres n'adoptent leurs budgets. L'objectif de la Commission est de connaître son contenu à l'avance afin d'être en mesure de poursuivre les violations du pacte. La proposition était suivie de certaines critiques portant sur le fait qu'une telle démarche pourrait restreindre la souveraineté fiscale nationale. Cependant, elle a été soutenue par la majeure partie des gouvernements de l'Union lors du Conseil pour les affaires économiques et financières du 7 septembre 2010. Puisqu'ils pourraient aboutir à une harmonisation budgétaire des États membres, dont un contrôle budgétaire préalable, le concept de « gouvernement économique européen » est souvent utilisé pour le désigner (pour la première fois par la présidence hongroise du Conseil de l'Union européenne en 2011). Le « semestre européen » est complété par d'autres mesures pour renforcer l'union économique et monétaire, tels que le Pacte pour l’euro plus ou le Sixpack (un ensemble de cinq règlements et une directive).
En ce qui concerne la réforme du régime des sanctions, les propositions soumises allait de la privation du droit de vote au sein du Conseil de l'UE et de l'exclusion de la zone euro. Ces propositions, présentées principalement par l'Allemagne ou la France, ont été rejetées par d'autres États membres,. La proposition ayant eu une plus grande acceptation fut la première proposition de la Commission européenne visant à réduire les fonds structurels et agricoles alloués aux États présentant des déficits excessifs.
La réduction de ces fonds serait automatique, c'est-à-dire faite par la Commission elle-même, et ne pourrait être annulé que par un vote à la majorité du Conseil pour les affaires économiques et financières. Cela renforcerait la Commission par rapport à la méthode précédente, dans lesquels les sanctions ne pouvaient être prises qu'après une décision du Conseil.

### Mécanismes de réponse aux crises
La propagation de la crise dans les États de l'Union, du fait des liens économiques entre les États membres, a montré une des faiblesses de l'UEM : l'absence de mécanisme de réponse aux crises.
Du fait de la crise financière, un plan d'aide à la Grèce a été approuvé le 25 mars 2010 sous la forme de garanties de crédit des États de la zone euro. Le 10 mai 2010 a été créé le mécanisme européen de stabilité. Celui-ci comprend un volume total de 750 milliards d'euros, basé à la fois sur des prêts provenant du budget de l'UE ainsi que de crédits du FMI. Afin de ne pas enfreindre la clause de non-renflouement, le Fonds européen de stabilité financière (FESF) a été mis en place. Ce fonds n'est pas officiellement intégré dans le cadre juridique de l'UE. Toutefois, Peter Gauweiler, un groupe de pression appelés « Europa braucht mehr Demokratie » (« L'Europe a besoin de plus de démocratie »), et les partis d'extrême gauche Die Linke ont mené une action contre ce mécanisme devant le tribunal constitutionnel fédéral. La plainte a été portée devant le tribunal constitutionnel le 5 juillet 2011. Leurs critiques portaient notamment. Selon eux, « l'Allemagne, par le bais de sa participation au MES, [prendrait] des risques illimités et irréversibles, parce que le traité n'est pas résiliable. Celui-ci mettrait à mal l'autonomie du Parlement en tant que pilier fondamental de la démocratie et le priverait de ses compétences nationales »,. Certains politiciens allemands ont souligné que le mécanisme de stabilité ne prévoit que des prêts et n'opère aucun transfert, ce qui requiert que les États membres en difficulté puissent supporter les intérêts de ces prêts,.
Lors des discussions visant à trouver une solution à la crise grecque, le ministre des Finances allemand Wolfgang Schäuble soutint la proposition de « Fonds monétaire européen », sur le modèle du Fonds monétaire international, pour venir en aide aux États membres surendettés et conduire les réformes structurelles. L'idée a été bien accueillie par la Commission européenne, cependant, elle a aussi suscité des critiques. Ce fonds serait contraire à la clause de non-renflouement. En outre, cela créerait une double structure FMI/Fonds monétaire européen.
Le président du FMI, Dominique Strauss-Kahn, a déclaré qu'une surveillance accrue des États membres était nécessaire et que cela devait se faire par la mise en place d'instruments pour organiser les transferts entre les États de la zone euro.
Enfin, la question des euro-obligations a elle aussi été posée. Cela se réfère au projet d'émission d'obligations en commun par les pays de la zone euro. Ces euro-obligations offriraient à tous les États de la zone euro un taux d'emprunt unique susceptible de soulager les finances des États en difficulté. Cependant, la France et l'Allemagne ont fait part de leur opposition à l'idée d'euro-obligations lors du mini-sommet franco-allemand du 16 août 2011 par les voix de Nicolas Sarkozy et d'Angela Merkel.
L'adoption d'une loi sur l'insolvabilité a été discutée, ce qui permettrait davantage de clarté pour les créanciers lorsque les États ne peuvent plus rembourser des prêts,.

### Décision sur la réforme des traités de 2010
Mi-2010, un comité a été mis en place sous la direction du président du Conseil européen Herman Van Rompuy. Ce comité, créé dans le cadre de la présidence belge du Conseil de l'Union européenne en 2010, a été mis en place pour soumettre une proposition détaillée sur le futur régime de sanctions du pacte de stabilité et de croissance. Le 16 septembre 2010, il a présenté un rapport provisoire au Conseil européen qui a donné son approbation peu de temps avant que les ministres des Finances introduisent le « semestre européen »,.
Le rapport final a été adopté lors du sommet d'octobre 2010. Peu avant le sommet, la chancelière allemande Angela Merkel et le président français Nicolas Sarkozy ont présenté des propositions conjointes. Parmi celles-ci se trouvait l'idée de retirer le droit de vote aux États membres enfreignant le pacte. Finalement, les propositions pour une « réforme limitée » du traité sur le fonctionnement de l'Union européenne ont été adoptées conformément à l'article 48 paragraphe 6 afin de mettre en place un « mécanisme permanent de gestion crise » en 2013,.
Lors du Conseil européen des 16 et 17 décembre 2010 Van Rompuy a présenté une proposition concrète pour une réforme des traités. Selon cette proposition, l'article 125 du TFUE ne serait pas modifié, cependant l'article 136 du TFUE serait complété par un alinéa permettant la création d'un mécanisme européen de stabilité permanent (MES) entre les États de la zone euro. Selon le point 3 des conclusions de ce Conseil européen, le MES « sera activé si cela est indispensable pour préserver la stabilité de la zone euro dans son ensemble ». L'octroi d'une aide financière sera soumis à une « stricte conditionnalité ». Cette modification du traité doit maintenant être ratifié par les États membres et entrera en vigueur le 1er janvier 2013. Le MES pourra dès lors remplacer le MESF prévu à l'origine pour trois ans. Le projet de sanction automatique n'a toutefois pas été retenu car rejeté par les États membres. Le 15 mars 2011, un accord sur un durcissement du Pacte de stabilité a été adopté par l'Eurogroupe. Celui-ci prévoit des sanctions plus sévères, ainsi que l'obligation de saisir le Conseil en cas de violation pour engager une procédure de sanctions. Les sanctions automatiques n'ont pas été introduites.
L'Allemagne et la France ont également présenté, avant le début du mois de février 2011, des suggestions pour améliorer la coopération entre les États membres de la zone euro en matière fiscale (notamment une harmonisation des taux d'imposition des sociétés, la politique salariale et un âge de départ à la retraite uniforme). Cependant, d'autres États membres ont réagi négativement à certaines de ces propositions. Sur la base de l'initiative franco-allemande, le président Herman Van Rompuy a travaillé sur un « Pacte pour l'euro ». Le pacte ne contient que des engagements mais pas de nouvelles obligations juridiques pour les États membres. Puisque certains États membres n'ayant pas adopté l'euro comme monnaie sont convenus de mettre en œuvre les réformes énoncées dans le Pacte, celui-ci a été nommé « Pacte pour l’euro plus ».
Les 24 et 25 mars, le Conseil européen a adopté le paquet de réformes de l'UEM. Il comprend le mécanisme européen de stabilité, le renforcement du pacte de stabilité et de croissance et le Pacte pour l’euro plus.

### Modifications possibles de l’UEM par une Convention
Conformément à l'article 48 du TUE, l'ensemble des dispositions présentes dans la troisième partie du TFUE peuvent être révisée par la procédure de révision simplifiée. Par conséquent, cela comprend les dispositions relatives à l'UEM. La procédure de révision ordinaire prévoit la convocation d'une Convention par le président du Conseil européen.
Une convention a été évoquée en marge du Conseil européen du 23 octobre 2011. En effet, la chancelière allemande souhaitait une réforme substantielle des traités au lieu de « petites corrections ». Une telle réforme nécessiterait donc la convocation d'une convention qui inclurait le Parlement européen et les citoyens, conformément aux traités,. Cela rendrait aussi nécessaire l'organisation de référendum, notamment en Irlande ou au Danemark. Au centre de la réforme proposée se trouve la structure juridique et institutionnelle d'une véritable union lorsque ceux-ci sont bénéficiaires d'un soutien financier de leur partenaire.